# Juan Lanza
Juan Lanza (Buenos Aires, 7 de junio de 1963) es un exjugador argentino de rugby que se desempeñaba como wing. Es hermano mellizo de Pedro Lanza, también exjugador de rugby.

## Selección nacional
Fue convocado a los Pumas por primera vez en junio de 1985 para enfrentar a Les Bleus y jugó con ellos hasta su última convocatoria en junio de 1987 frente a los All Blacks. En total jugó doce partidos y marcó ocho tries (32 puntos de aquel entonces).

### Participaciones en Copas del Mundo
Lanza solo disputó una Copa del Mundo: Nueva Zelanda 1987 donde jugó todos los partidos como titular y les marcó un try a la Azzurri que fue el primero de Argentina en la historia del torneo, y otro a los locales.
| Mundial                       | Sede          | Resultado    | PJ | Tries |
| ----------------------------- | ------------- | ------------ | -- | ----- |
| Copa Mundial de Rugby de 1987 | Nueva Zelanda | Primera fase | 3  | 2     |

## Palmarés
- Campeón del Torneo Sudamericano de 1985 y 1987.[2]